# Tarenna vanprukii
Tarenna vanprukii là một loài thực vật có hoa trong họ Thiến thảo. Loài này được Craib miêu tả khoa học đầu tiên năm 1915.